# Fuselaje integrado

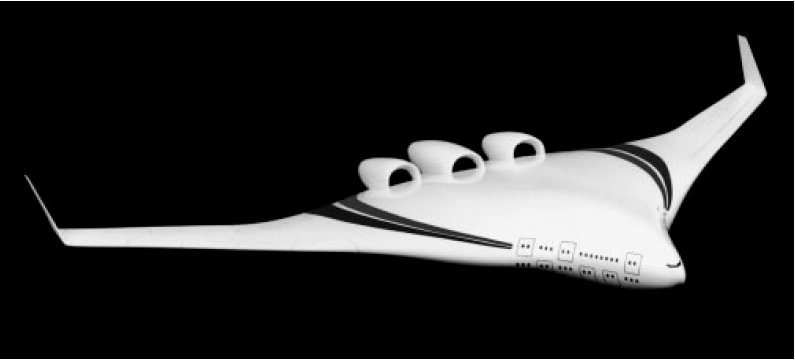
Modelo de avión de fuselaje integrado de la NASA, generado por computadora.

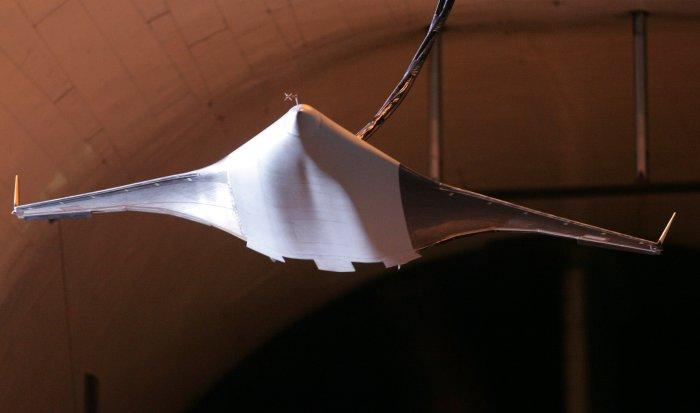
Prototipo del BWB de la NASA, estáticamente dispuesto en un túnel de viento.

El concepto de fuselaje integrado o de ala integrada (en inglés Blended Wing Body o BWB, literalmente "cuerpo -fuselaje- y ala mezclados") se refiere a un diseño alternativo de aeronave que incorpora elementos tanto de los aviones tradicionales "fuselaje-alares" como de las más exóticas alas volantes.

## Generalidades
Las ventajas de este cambio radical de diseño estriban en una mayor superficie interna aprovechable, a la vez que en más eficiencia de sustentación (ya que, en esta configuración, el peso muerto del fuselaje desaparece, fundiéndose con el ala). Con respecto a esto último, el hecho de que las alas estén suavemente fundidas con el fuselaje hacen que la aeronave como un todo contribuya a generar fuerza de elevación, derivando en una potencial mayor eficiencia en el consumo de combustible. Otra de las grandes ventajas de un eventual diseño de fuselaje integrado estriba en que, en un tamaño no mayor que los más grandes aviones actuales, podría acomodar hasta unos 800 o incluso 1000 pasajeros.
En realidad, la idea detrás de este diseño no es novedosa. Ya en 1976 la NASA junto a Lockheed (en la actualidad Lockheed Martin) habían imaginado y concebido los por ellos denominados span loaders (algo así como "cargueros alares", literalmente traducidos como "de envergadura"), gigantescos aviones que podrían hipotéticamente transportar carga dentro de sus gruesas alas (más allá de sólo combustible). Estas hipotéticas aeronaves tendrían un peso máximo al despegue (en inglés MTOW de hasta nada menos que unas 1.600 toneladas, es decir, 4 veces más que un Boeing 747 y más de 2,5 veces más que un Airbus A380 y que un Antonov An-225. Por su parte, en febrero de 1987 el entonces vicepresidente del consorcio aeronáutico europeo Airbus Industrie, Adam Brown, había mencionado la idea de fusionar el fuselaje y las alas de un avión relativamente mediano de la empresa, el A310, para así poder acomodar más pasajeros.
Los diseños de alas voladoras o de alas volantes se caracterizan por la ausencia de un fuselaje separado o "independiente" de las alas, ya que aquel se encuentra fundido con estas. No obstante, suelen distinguirse una clara protuberancia en el centro de la aeronave (y excepcionalmente, en los diseños aún más radicales, dos "bultos fuseliformes" adicionales, uno ubicado simétricamente a cada lado de aquella).
Una temprana aeronave que exhibía características dignas de un "fuselaje integrado" era la Junkers G.38, que voló por primera vez en 1929. Este por momentos jumbo de su época , podía acomodar hasta a 34 pasajeros, seis de los cuales viajaban dentro de sus gruesas alas. En comparación, un avión de pasajeros contemporánea de él, como el Ford Trimotor, sólo podía transportar a 9 pasajeros en su tradicional configuración de fuselaje "en forma de caja" y alas adosadas al mismo.
Otra máquina de similares características era el Burnelli CBY-3. Sin embargo, éste poseía un empenaje con una cola bideriva, para garantizar una mayor estabilidad en vuelo. Es decir, no rompía del todo con el concepto tradicional de "ala y fuselaje diferenciados".
Por su parte y de alguna manera, el bombardero furtivo B-2 Spirit es un diseño que se encuentra entre el clásico concepto de un ala voladora y un BWB o avión de fuselaje integrado. Aunque usualmente se lo clasifica como un ala volante, ya que las secciones protuberantes de su fuselaje no son mucho más grandes que la forma subyacente de su ala de "murciélago".
Durante los últimos años, tanto la agencia aeroespacial estadounidense, la NASA como la Boeing Aircraft Corporation han estado investigando sobre un eventual avión de pasajeros futuro basado en un revolucionario diseño BWB, bajo la todavía denominación genérica de X-48.
Los estudios realizados sobre esta aeronave BWB sugieren que podría transportar a entre 450 y 800 pasajeros, y que obtendría un ahorro de combustible de hasta un 20% comparado con los aviones convencionales (cuyo diseño básico no ha variado demasiado desde mediados de la década de 1950).
La NASA en particular desarrolló un modelo a escala a control remoto, de sólo unos 6,4 metros de envergadura, que probó durante el año 2000. La investigación en cuestión estuvo enfocada en establecer los datos básicos relacionados con las capacidades de elevación así como a la estabilidad inherentes a un diseño de fuselaje integrado.

## Algunas de sus ventajas potenciales
- Gran capacidad de transporte, del orden de los 800 pasajeros, en un avión que no sería necesariamente más grande que las mayores aeronaves actuales, y que entraría en una hipotética "caja" de unos 80 m x 80 m x 20-25 m (largo, ancho y alto). De esa manera, los aeropuertos actuales no deberían sufrir muchos cambios (más allá, tal vez, en las terminales o dedos de embarque, que pudieran precisar de algunas optimizaciones para poder manejar el eventual mayor flujo de personas y de carga).

- Mejora en el rendimiento del combustible por pasajeros y cargamento transportados.

- Impacto de sonido reducido si se colocan los motores por encima de las alas (lo que de hecho se ha realizado en todos los modelos conceptuales desarrollados).

- El posicionamiento de los motores encima de las alas (en la parte superior trasera del motor) haría que el empuje se concentrara en una sola parte , lo que implicaría mejor empuje al momento de despegar.

- Como el diseño que requiere consiste en que el fuselaje se combine con las alas, haría que el fuselaje actúe como parte del ala, lo que haría que el aire fluya de manera más efectiva, mejorando el rendimiento de la aeronave, aumentando en más de un 80% su eficiencia, incluso con las dimensiones que poseería.

- El diseño que posee haría que el peso estuviera mucho mejor distribuido, haciendo que su maniobrabilidad fuera más sencilla.

- Como el aire fluye más fácil por el fuselaje, eso junto con las alargadas dimensiones horizontales harían que el avión se viera poco afectado por los efectos climáticos como la lluvia y las turbulencias durante el vuelo, y además el fácil y sencillo flujo de aire, incluso en contra, haría que fuera silencioso por dentro y poco si se oye desde fuera a distancia.

- A pesar de que su diseño impediría la iluminación natural a los pasajeros que se encuentren más atrás o en el centro de la aeronave, se podrían aplicar sistemas avanzados con efectos de iluminación natural.

- Su sección inferior de forma ovalada permitiría que el avión pudiera amerizar o hasta incluso adaptarlo para prestar servicio de uso anfibio (tanto en tierra como en agua), y no se vería afectado funcionalmente ya que el peso está correctamente distribuido y la ubicación superior de los motores impediría daños en su operabilidad.

- Capacidad (notablemente) incrementada como carguero civil o militar (estratégico).[4] Asimismo, la Fuerza Aérea estadounidense lo podría utilizar como posible avión cisterna.

- Mejora del peso estructural.

## Algunas de sus posibles desventajas
A pesar de las ventajas fundamentales ofrecidas por este revolucionario modelo, también presenta algunos inconvenientes, así como algunos "efectos colaterales" negativos.
- Diseño tal vez demasiado radical, que no atraería más que a algunas aerolíneas como potenciales compradoras, por lo que la recuperación de la gran inversión inicial necesaria probablemente no sería factible (incluso en el largo plazo).

- Factor psicológico: A muchos pasajeros probablemente no les gustaría la idea de "viajar sentados sobre las alas".

- Necesita de un tamaño crítico mínimo relativamente grande, para que las alas tengan el grosor necesario que permita alojar o transportar pasajeros (y eventualmente carga) dentro de ellas.

- Íntimamente relacionado con el punto anterior, no parece existir un mercado potencial grande para aviones de una capacidad mayor a las 500-550 plazas, como lo demuestran los "sólo" poco menos de 240 pedidos del A380 que ha estado recibiendo Airbus Industrie desde el lanzamiento oficial de su entonces desarrollo a fines del año 2000 (Usualmente se necesitan entre 200-250 pedidos de compra solamente para recuperar los cientos o incluso miles de millones de dólares o euros invertidos en el desarrollo de una nueva aeronave comercial). Por lo tanto, levantar la apuesta hasta los 800 pasajeros podría o parecería ser demasiado arriesgado, por lo menos en el futuro cercano.

- El implícito del diseño hace que la carga y los pasajeros tiendan a estar ubicados "excéntricamente", es decir hacia afuera del centro de la aeronave. Por lo que, además de adquirir importancia adicional el hecho de buscar el punto de equilibrio, los pasajeros situados cerca de las puntas o extremos alares sufrirían en mayor medida los efectos de las subidas y bajadas durante el vuelo.

- Posibilidad virtualmente nula de instalar ventanas en los compartimientos para pasajeros, más allá de los extremos laterales (y eventualmente empotradas como parte de la mismísima estructura del borde de ataque de las alas).

- Incremento del peso y de la complejidad estructural, debido al diseño de "mantarraya" de una aeronave de fuselaje integrado, el cual hace que su sección transversal sea menos eficiente que la de los aviones convencionales frente a la presión del aire exterior.

- Menor eficiencia que los aviones convencionales frente a la presión del aire exterior.

- Su diseño horizontal lo haría muy inaccesible para más del 80% de los aeropuertos mundiales, problema que se ve actualmente con el Airbus A380.